# Guericke-Einhorn

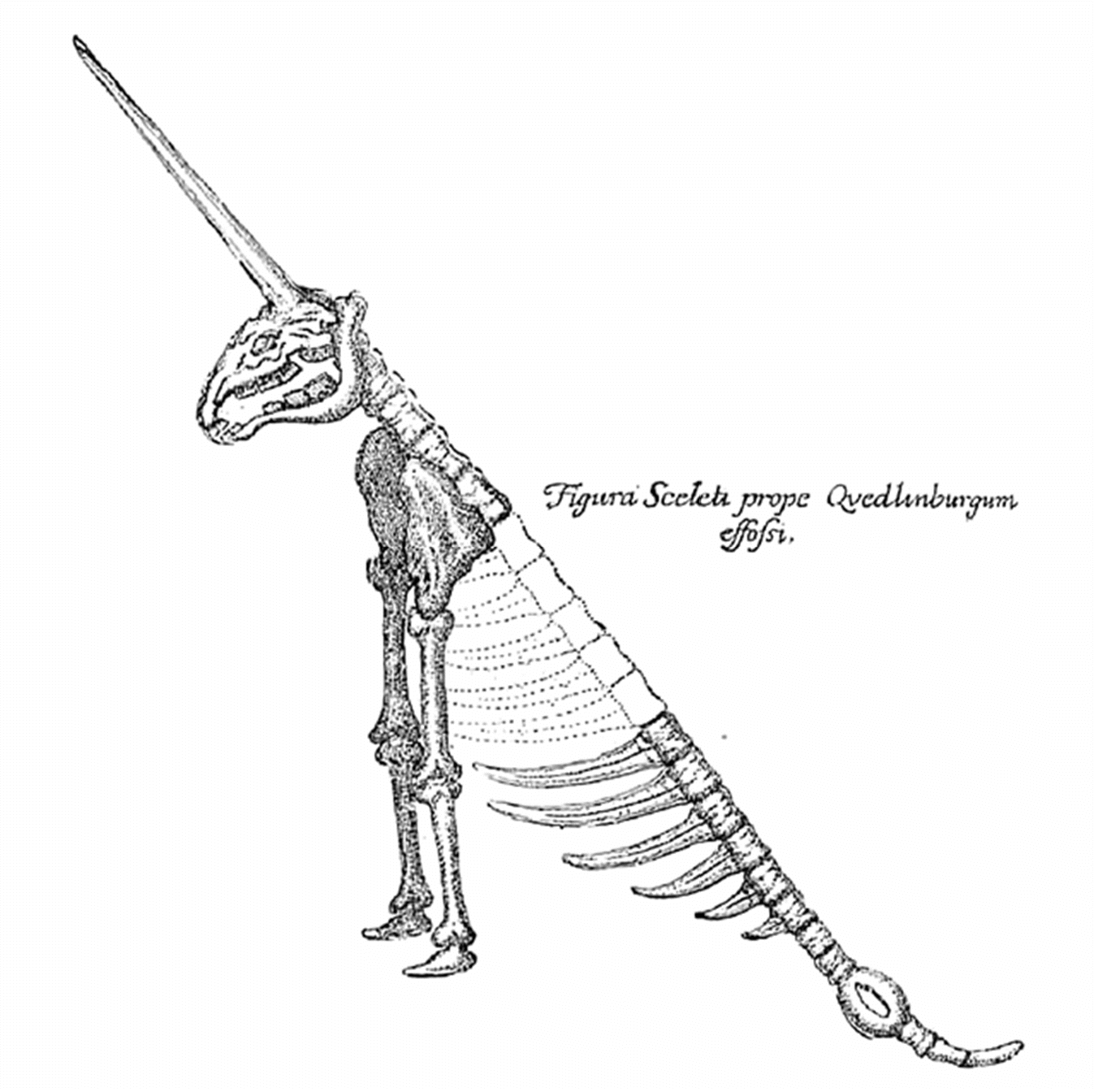
Guericke-Einhorn in Gottfried Wilhelm Leibniz’ Protogaea (1749)

Das Guericke-Einhorn ist die im späten 17. oder frühen 18. Jahrhundert erstellte vermeintliche Rekonstruktion eines fossilen Einhorns. Der Magdeburger Politiker und Naturforscher Otto von Guericke war weder an dem Fund noch an seiner Rekonstruktion selbst beteiligt. Die bekanntesten der ersten Veröffentlichungen stammen allerdings von Guericke und dem Philosophen und Universalgelehrten Gottfried Wilhelm Leibniz.

## Knochenfund
In den Seweckenbergen südöstlich von Quedlinburg in Sachsen-Anhalt wurden seit dem Mittelalter Kalkstein und Gips abgebaut. In einer Schlotte wurden 1663 von Arbeitern nicht fossilierte Knochen großer Säugetiere aus dem Pleistozän gefunden.
Die gefundenen Knochen enthielten einen Schädel mit dem Horn, einige Rippen, Wirbelsäule, Schulterblätter und Beinknochen. Auf der Basis der veröffentlichten „Rekonstruktionen“ konnten die abgebildeten Knochen verschiedenen Tierarten zugeordnet werden: Wollnashorn oder andere Huftiere, das Wollhaarmammut und ein rezenter Narwal als Spender des „Horns“.
Es existiert ein einziger Bericht über die Fundumstände, der angeblich von einem Beteiligten, dem Besitzer des Kalksteinbruchs, durch seinen Sohn überliefert wurde. Demnach ist das im Zusammenhang gefundene Skelett von den Steinbrucharbeitern bei der Bergung weitgehend zerstört worden und war überwiegend in kleinen Bruchstücken in den Abraum gelangt.
Dieser Bericht wurde aber erst 1776 von Johann Friedrich Zückert veröffentlicht und kann sich auch auf den Fund weiterer Knochen im Jahr 1701 beziehen. Die Funde von 1663 wurden späteren Berichten zufolge der Quedlinburger Fürstäbtissin Anna Sophia I. übergeben und auf dem Dachboden des Stiftschlosses eingelagert. Einige Knochen gelangten in das private Kunst- und Naturalienkabinett von Gottfried Adrian Müller, der von 1759 bis 1763 Stiftshauptmann gewesen war.
Entgegen späteren Ausschmückungen durch zahlreiche Autoren war Guericke weder Augenzeuge der Entdeckung, noch hat er eine Rekonstruktion mit den geborgenen Knochen durchgeführt. Ebenfalls unzutreffend wurde die Fundgeschichte des Einhorns von Quedlinburg 1926 von Karl Hermann Jacob-Friesen und später von anderen Autoren mit den Fossilienfunden in der Einhornhöhle im Harz bei Scharzfeld verwoben.

## Frühe Publikationen
Eine zeitgenössische Rekonstruktion im Sinne eines lagerichtigen Zusammenfügens gefundener Knochen hat es anscheinend gegeben, wenn auch ohne Beteiligung von Guericke oder Leibniz. Darauf weist eine Veröffentlichung des Hildesheimer Arztes Friedrich Lachmund aus dem Jahr 1669 hin, mit der der Quedlinburger Fund als Mammut erstmals in die wissenschaftliche Literatur eingeführt wurde.
1672 veröffentlichte Otto von Guericke in lateinischer Sprache sein Werk über die Magdeburger Versuche, das neben den Magdeburger Halbkugeln auch seine Erfindungen der Kolbenvakuumluftpumpe und der Luftwaage beschrieb. In einem Teil des Werks, Buch V, Kapitel 3, befasste Guericke sich mit Fossilien:
Es trug sich auch in eben diesem Jahre 1663 zu, daß man bei Quedlinburg in einem Berge, der Seveckenberg geheißen, wo man auf Gips gräbt, und zwar in einer Felsspalte, das Gerippe eines Einhorns fand, das vom Widerrist aus, wie dies bei Tieren zu sein pflegt, nach hinten abfallend gebaut war, den Kopf aber erhoben und auf der Stirn nach vorn ein langgestrecktes Horn von der Dicke eines menschlichen Oberschenkels hatte, das in entsprechendem Verhältnis hierzu etwa fünf Ellen maß. Dies Tiergerippe wurde zunächst zwar aus Unverstand zerbrochen und in Stücken ans Licht gezogen, schließlich aber der Kopf samt dem Horn und einigen Rippen, der Wirbelsäule und den Beinknochen der hochwürdigsten Fürstäbtissin übergeben, die dortselbst ihren Sitz hat.

Michael Bernhard Valentini in Museum Museorum (1704)

1704 wurde von dem Arzt und Naturforscher Michael Bernhard Valentini sein Werk Museum Museorum veröffentlicht. Darin bildete er im 30. Kapitel Von dem wahren und gegrabenen Einhorn neben einem Narwal (Unicornu marinum), einem wohl von einem Narwal stammenden Stoßzahn (Unicornu officinale) und einem Fantasie-Einhorn (Unicornu fictitium) ein Unicornu fossile ab. Neben der Verwendung von Knochen unterschiedlicher Tierarten und den fehlenden hinteren Gliedmaßen fällt ins Auge, dass die Beine der „Rekonstruktion“ aus jeweils zwei Femora großer Säugetiere zusammengesetzt wurden. In seinem Begleittext weist Valentini auf einen Johann Mayer, Astronom und Kämmerer aus Quedlinburg, als Finder und Zeichner hin.
1749, und damit mehr als 40 Jahre nach seinem Tod, wurde Gottfried Wilhelm Leibniz’ Protogaea erstmals veröffentlicht. Darin übernahm er die Schilderung Guerickes fast wörtlich. Er fügte auch eine Tafel mit einem Kupferstich von Nikolaus Seeländer bei. Die Darstellung zeigt eine frappierende Ähnlichkeit mit Valentinis Abbildung aus dem Jahr 1704. Sie wurde später Guericke und seinen Experimenta Magdeburgica von 1672 zugeschrieben. Tatsächlich wurde Seeländers Stich erstmals 1968 in der deutschen Übersetzung der „Magdeburger Experimente“ in einem Werk Guerickes veröffentlicht.
Der Wissenschaftshistoriker Fritz Krafft vertritt die Auffassung, dass sowohl Leibniz als auch Valentini eine Schrift mit einer Abbildung vorgelegen hat, die sie zur Grundlage ihrer eigenen Veröffentlichungen machten. Der von Valentini genannte Johann Mayer könnte mit Johann Meyer, dem Herausgeber des seit 1638 über viele Jahre erschienenen Alt und Newer Schreib-Calender identisch sein. Eine Ausgabe des Kalenders, in der auf den Knochenfund von Quedlinburg Bezug genommen wird, konnte aber bislang nicht gefunden werden. Bei der fraglichen Veröffentlichung kann es sich aber auch um ein Manuskript oder einen Einblattdruck gehandelt haben.

## Rezeption
Seit dem Fund des vermeintlichen Einhorns im Jahr 1663 haben sich Generationen von Naturforschern und Wissenschaftshistorikern mit dem Guericke-Einhorn und mit den frühen Veröffentlichungen des 17. und 18. Jahrhunderts befasst. Ein Ziel bestand darin, aus den wenigen Abbildungen zu erschließen, welche Tierarten Knochen für die „Rekonstruktion“ geliefert haben.
Das Guericke-Einhorn ist eine Ikone der Kryptozoologie und der frühen Paläontologie. Die Fakten wurden schon früh durch Verständnisschwierigkeiten weiterer Autoren bei der Lektüre der lateinischen Texte Guerickes und Leibniz’ und aufgrund fehlerhafter Übersetzungen ins Deutsche verzerrt dargestellt. Eine wichtige Rolle spielten später die gedruckte populärwissenschaftliche Literatur und esoterische Abhandlungen im 20. Jahrhundert und Internet-Veröffentlichungen im 21. Jahrhundert. Die jüngeren Publikationen haben kaum noch einen Bezug zu den zeitgenössischen Quellen und geben die fehlerhaften Darstellungen aus drei Jahrhunderten ungeprüft wieder.
Die wenigen belegbaren Fakten treten gegenüber den Ausschmückungen auch prominenter Naturforscher und Paläontologen seit dem 18. Jahrhundert zunehmend in den Hintergrund: Johann Georg Theodor Grässe (1850, Guericke wollte mit dieser Rekonstruktion die Existenz des Einhorns nachweisen; Seeländers Kupferstich zeigt einen ähnlichen Fund in einer Höhle bei Scharzfeld, die deswegen Einhornhöhle genannt wurde), Oscar Fraas (1866, Guericke war der Finder von Knochen und Zähnen, aus denen er das Bild des fossilen Einhorns zusammensetzte), Othenio Abel (1914 ff., ebenfalls Guericke als Finder und Rekonstrukteur; die Knochen stammen von einem Mammut), Karl Hermann Jacob-Friesen (1926, Guericke als Finder und Rekonstrukteur).
Ihren Teil tragen dazu auch Wissenschaftsjournalisten wie Rüdiger Robert Beer (1972, Fund in einer Kalksteinhöhle; Streit mit der Fürstäbtissin um die Besitzrechte an den Knochen; Guericke als Rekonstrukteur) und Johann Werfring (2002, Guericke als Eigentümer der Knochen und Rekonstrukteur) bei.
Das Museum für Naturkunde Magdeburg zeigt in seiner Eingangshalle das Guericke-Einhorn als eine mehrere Meter hohe dreidimensionale Nachbildung. Das Guericke-Einhorn wird von der Gesellschaft Unicornu fossile, den Betreibern der Schauhöhle Einhornhöhle im Harz, für Werbezwecke verwendet. Eine plastische Nachbildung des Guericke-Einhorns befindet sich vor der Höhle. Damit wird die unzutreffende Verbindung des Guericke-Einhorns und der Einhornhöhle wieder aufgegriffen.